# Биллингсфорс
Биллингсфорс (швед. Billingsfors) — город в муниципалитете Бенгтсфорс.
Через город проходит железнодорожная линия Дал-Вястра-Вермландс-Ярнвег, которая останавливается на станции Биллингсфорс.
Деревня известна своей бумажной фабрикой, Billingsfors bruk, которая расположена у озера Laxsjön. Канал Далсланда проходит мимо бумажной фабрики под уклоном между Лаксйоном и Бенгтсброхёльеном. Этот наклон имеет три фиксатора. Участок леса между Бенгтсброхёльеном и Лаксйоном называется Хёльерудсфорсарна и является природным заповедником.
Церковь Биллингсфорс, построенная в 1763 году, расположена прямо рядом с бумажной фабрикой. Церковь первоначально принадлежала мельнице Биллингсфорс и, вероятно, была построена плотниками мельницы. В поместье Биллингсхольм рядом с мельничной зоной находится парк, в котором также расположен театр под открытым небом Биллингсфорс.
Биллингсфорс был основан как железоделательный завод в 1738 году, были построены молот и производственные кузницы. Позже были построены красильный завод, мельницы, кирпичный завод и бумажная фабрика. В 1832 году была построена доменная печь, но в конце 19 века металлургический завод был закрыт и заменен целлюлозным заводом. В 1889 году была построена мельница для помола древесины.

## Ассоциации

### Спорт и здоровье
Из города происходит футбольная команда Billingsfors IK, которая провела сезон в allsvenskan и взяла три очка, а в сезоне 2020 года играла в дивизионе 6 Dalsland в сотрудничестве с Ärtemarks IF. Фильм 2006 года «Вне игры», снятый в основном в Биллингсфорсе.
Футбольная команда Buffalo Billingsfors IBK будет играть в Дивизионе 3 в предстоящем сезоне 2019—2020.
Ассоциация Mic’s Gym (тогда она называлась Budo Gym) была основана в 1981 году Кристером Эрикссоном. Клуб располагался в здании «Страффет», но в 1991 году переименовался в Lövåsenskolan, и в том же году было изменено название клуба. Имя является сокращением от Маргарета, Ирма, Кристер. В Mic’s Gym есть несколько пауэрлифтеров уровня SM и со значками SM.

### Другие
«Биллингсфорс для всех» — это общественная ассоциация, которая была основана в 2007 году и активно работает над тем, чтобы сделать Биллингсфорс более привлекательным и приятным для жизни. С самого начала у них были большие планы по созданию большой зелёной зоны в направлении Лаксён, но они не осуществились, и ассоциация на несколько лет затихла. В 2021 году несколько новых людей снова создали ассоциацию и теперь надеются на развитие сообщества.
Театральное общество Биллингсфорса существует уже много лет и периодически устраивает представления в театре под открытым небом Биллингсфорса. Там также проводятся концерты и другие мероприятия.